# Michael Groß
Pour les articles homonymes, voir Michael Gross et Gross.
Michael Groß, né le 17 juin 1964 à Francfort, est un ancien nageur allemand.
Surnommé « l'albatros » en raison de sa grande envergure, il est l'un des nageurs les plus titrés de l'histoire. C'est ainsi le seul à avoir obtenu six titres européens avec sa compatriote Franziska van Almsick.
Il est détenteur de trois titres olympiques, 200 m nage libre et 100 m papillon aux Jeux olympiques d'été de 1984 à Los Angeles et 200 m papillon aux Jeux olympiques d'été de 1988 à Séoul. À cela s'ajoutent également deux médailles d'argent et une de bronze.
À ses treize médailles mondiales, record qui n'a pas été approché avant l'arrivée de l'Américaine  Jenny Thompson lors des mondiaux 2003 et de l'Australien Ian Thorpe, il ajoute dix-neuf médailles européennes dont six titres lors de la seule édition de 1985.

## Biographie
Il pense obtenir sa première participation aux Jeux olympiques lorsqu'il remporte une médaille d'argent lors des championnats d'Allemagne dans la discipline du 100 mètres papillon. Mais en raison du boycott de certains pays de l'Ouest, dont l'Allemagne de l'Ouest, faisant suite l'invasion de l'Afghanistan par l'Union soviétique, il est privé des Jeux olympiques de Moscou. Peu de temps après les Jeux, Michael Groß nage dans un temps plus rapide que le vainqueur des Jeux, le Suédois Pär Arvidsson.  
La saison suivante, il remporte ses premiers titres nationaux, sur 200 mètres nage libre et 100 mètres papillon. Il dispute ensuite sa première grande compétition internationale avec le championnat d'Europe disputé à Split. Il remporte un premier titre européen sur le 200 mètres papillon et remporte deux médailles lors des relais, le bronze sur le 4 × 100 mètres nage libre et argent sur le 4 × 200 mètres. Lors de l'année suivante, pour ses débuts en championnats du monde lors de l'édition de Guayaquil, il remporte le 200 mètres nage libre devant l'Américain Rowdy Gaines, le 200 mètres papillon et remporte une médaille d'argent sur le 100 mètres papillon. Il obtient également deux médailles de bronze, lors du relais 4 × 200 mètres nage libre, derrière les relais américains et soviétiques, et lors du relais 4 × 200 mètres. La même saison, il remporte trois titres de champion d'Allemagne sur 100 et 200 mètres papillon et 200 mètres nage libre.
Pour le premier jour des épreuves de natation aux Jeux de Los Angeles, Michael Groß remporte le titre sur le 200 mètres nage libre, établissant en 1 min 47 s 44 un nouveau record du monde. Il devient également le premier champion olympique de natation de la RFA depuis 1956. Le lendemain, il remporte son second titre individuel en remportant le 100 mètres papillon. Il devance le favori, l'Américain Pablo Morales, détenteur du record du monde depuis les sélections américaines ou trials, établissant également son second record du monde. Le même jour, il dispute avec le relais allemand la finale du 4 × 200 mètres. Au départ de son relais, le dernier de son équipe, il possède 1,5 seconde de retard sur Bruce Hayes. Il parvient à le rejoindre mais l'Américain parvient finalement à toucher le mur avant l'Allemand qui reste à 4 centièmes. Après avoir terminé quatrième lors du 4 × 100 mètres nage libre, il est battu lors du 200 mètres papillon dont il est le grand favori par l'Australien John Sieben,. Lors de sa dernière épreuve, le relais 4 × 100 mètres 4 nages, il termine de nouveau quatrième.
Le rendez-vous le plus important de sa saison suivante a lieu lors des championnats d'Europe de Sofia. Il remporte six titres européens, les 200 mètres nage libre et papillon et le 100 mètres de cette dernière nage. Il participe également aux trois victoires des relais ouest-allemands. Lors de la même saison, il remporte quatre titres individuels lors des championnats d'Allemagne, 200 et 400 mètres nage libre et les deux épreuves de papillon.
L'année suivante, il remporte trois nouveaux titres individuels de champion d'Allemagne. Il dispute également les mondiaux de Madrid. L'Américain Matt Biondi est présenté comme la future grande vedette de ces championnats et l'un des principaux rivaux de Michael Groß sur le 200 mètres nage libre. Seulement, celui-ci est très tendu. Il mène le début de la course mais se fait dépasser par l'Allemand lors du troisième cinquante mètres et ne peut ensuite combler son retard. Michael Groß conserve son titre mondial, devançant l'Allemand de l'Est Sven Lodziewski et Biondi. Il conserve également son titre mondial du 200 mètres papillon. Lors des épreuves de relais, il remporte deux médailles d'argent, sur le 4 × 100 mètres 4 nages et le 4 × 200 mètres.
Lors de ses troisièmes championnats d'Europe, lors de l'édition de Strasbourg, Michael Groß termine sur la troisième place du podium du 200 mètres nage libre. Dans les épreuves de papillon, il termine second du 100 mètres. Lors du 200 mètres, il remporte la médaille d'or en 1 min 57 s 59, remportant ainsi son quatrième titre consécutif sur cette discipline. L'Allemagne de l'Ouest est battue par la RDA lors de la finale du 4 × 100 mètres nage libre. Lors du 4 × 200 mètres nage libre, le relais ouest-allemand remporte le titre européen, le treizième pour Michael Groß.
L'année suivante, Michael Groß participe à ses deuxièmes Jeux olympiques, lors des Jeux de Séoul. Lors des deux premières épreuves qu'il dispute, il termine respectivement cinquième puis sixième du 200 mètres nage libre – course remportée par l'Australie Duncan Armstrong qui bat le record du monde, possession de Groß depuis les Jeux de Los Angeles – et du relais 4 × 100 mètres nage libre. Lors de la troisième épreuve qu'il dispute, il termine troisième avec le relais ouest-allemand lors du 4 × 200 mètres, derrière les États-Unis et l'Allemagne de l'Est. Le même jour, il termine cinquième du 100 mètres papillon. Lors de l'avant dernière journée des épreuves de natation, Michael Groß remporte le titre olympique de sa discipline de prédilection, le 200 mètres papillon, en devançant le Danois Benny Nielsen. Son temps de 1 min 56 s 94 constitue un nouveau record olympique. Lors de sa dernière course de ces Jeux, il termine à la quatrième du relais 4 × 100 mètres 4 nages.
Lors des mondiaux de Perth, il est battu dans les trente derniers mètres du 200 mètres nage papillon par Melvin Stewart. L'Américain le prive également du record du monde de la discipline, record dont il était détenteur depuis les championnats d'Allemagne de 1985. Il remporte une seconde médaille d'argent lors du 100 mètres papillon, battu par Anthony Nesty. Lors des relais, l'Allemagne remporte une médaille de bronze sur le 4 × 100 m 4 nages. Sur le relais 4 × 200 mètres, l'Allemagne remporte le titre mondial en 7 min 25 s 46 en devançant les États-Unis.

## Palmarès
Michael Groß possède l'un des plus beaux palmarès de la natation mondiale. Il est trois fois champion olympique, remportant également trois autres médailles olympiques et cinq fois champion du monde, dont quatre titres en individuel. Il est également en possession de huit autres médailles mondiales, dont trois dans des compétitions individuelles. Sur la scène européenne, il est détenteur de treize médailles d'or, dont huit en individuel, pour un total de 19 médailles européennes.
Il remporte 26 titres de champion d'Allemagne. 
| Épreuve / Édition           | Los Angeles 1984     | Séoul 1988           |
| --------------------------- | -------------------- | -------------------- |
| 200 m nage libre            | Or 1 min 47 s 44 RM  | 5e                   |
| 100 m nage papillon         | Or 53 s 08 RM        | 5e                   |
| 200 m nage papillon         | Argent 1 min 57 s 40 | Or 1 min 56 s 94     |
| relais 4 × 100 m nage libre | 4e                   | 6e                   |
| relais 4 × 100 m 4 nages    | 4e                   | 4e                   |
| relais 4 × 200 m            | Argent 7 min 15 s 73 | Bronze 7 min 14 s 35 |

| Épreuve / Édition        | Guayaquil 1982       | Madrid 1986          | Perth 1991           |
| ------------------------ | -------------------- | -------------------- | -------------------- |
| 200 m nage libre         | Or 1 min 49 s 84     | Or 1 min 47 s 92     | ?e                   |
| 100 m nage papillon      | Argent 54 s 26       | ?                    | Argent 53 s 31       |
| 200 m nage papillon      | Or 1 min 58 s 85     | Or 1 min 56 s 53     | Argent 1 min 56 s 78 |
| relais 4 × 100 m 4 nages | Bronze 3 min 44 s 78 | Argent 3 min 42 s 26 | Bronze 3 min 42 s 13 |
| relais 4 × 200 m         | Bronze 7 min 25 s 46 | Argent 7 min 15 s 96 | Or 7 min 13 s 50     |

| Épreuve / Édition           | Split 1981       | Rome 1983            | Sofia 1985          | Strasbourg 1987      |
| --------------------------- | ---------------- | -------------------- | ------------------- | -------------------- |
| 200 m nage libre            |                  | Or 1 min 47 s 87 RM  | Or 1 min 47 s 95    | Bronze 1 min 49 s 02 |
| 100 m nage papillon         |                  | Or 54 s 00           | Or 54 s 02          | Argent 53 s 76       |
| 200 m nage papillon         | Or 1 min 59 s 19 | Or 1 min 57 s 05 RM  | Or 1 min 56 s 65 RM | Or 1 min 57 s 59     |
| relais 4 × 100 m nage libre | Bronze           | ?                    | Or 3 min 22 s 18    | Argent 3 min 20 s 51 |
| relais 4 × 100 m 4 nages    | ?                | Argent 3 min 44 s 79 | Or 3 min 43 s 59    | ?                    |
| relais 4 × 200 m            | Argent           | Or 7 min 20 s 40 RM  | Or 7 min 19 s 23    | Or 7 min 13 s 10     |

Il bat également de nombreux records du monde : quatre sur 200 mètres nage libre et quatre sur 200 mètres papillon, discipline dont il détient le record sans interruption de juin 1985 à janvier 1991. Son record du monde établit le 28 juin 1986 en 1 min 56 s 24 à l'occasion des championnats d'Allemagne constitue toujours, en 2011, le record d'Allemagne de la spécialité. Il établit un record du monde du 100 mètres papillon en juillet 1984, record dont il est ensuite dépossédé par l'Américain Pablo Morales en juin 1986. Il possède également un record du monde du 400 mètres nage libre qu'il établit en juin 1985 et qui est ensuite battu en mars 1988 par le Polonais Artur Wojdat. Il est également détenteur de 24 records européens.
Il est nommé à quatre reprises  personnalité sportive allemande de l'année en 1982, 1983, 1984, 1988,  le joueur de tennis Boris Becker étant le seul autre sportif à détenir autant de nominations.
En 1985, il est nommé nageur de l'année (World Swimmer of the Year) par le Swimming World Magazine, le titre féminin étant attribué à l'Américaine Mary T. Meagher. Il est nageur européen de l'année de 1982 à 1986. Il est également introduit au International Swimming Hall of Fame en 1995.